# ماتيك ريبيك
ماتيك ريبيك (بالسلوفينية: Matic Rebec)‏ مواليد 24 يناير 1995 في بوستوينا، هو لاعب كرة سلة سلوفيني. بدأ مسيرته الاحترافية في سنة 2011. يلعب في الدوري السلوفيني لكرة السلة كلاعب هجوم خلفي. يحمل الرقم 1. يبلغ طوله 5 قدم 11 بوصة (1.8 م). لعب مع نادي دومدجالي لكرة السلة ونادي كركا لكرة السلة.

## روابط خارجية
- ماتيك ريبيك على موقع الاتحاد الدولي لكرة السلة (الإنجليزية)
- ماتيك ريبيك على موقع الدوري الأوروبي لكرة السلة (الإنجليزية)
- ماتيك ريبيك على موقع الدوري الإسباني لكرة السلة (الإسبانية)
- ماتيك ريبيك على موقع كرة السلة الأوروبية.كوم (الإنجليزية)
- ماتيك ريبيك على موقع ريلجم (الإنجليزية)
- ماتيك ريبيك على موقع بروبوليرز (الإنجليزية)
- ماتيك ريبيك على موقع سبورتس رفرنس (الإنجليزية)